# Barcelona-Estación de Francia

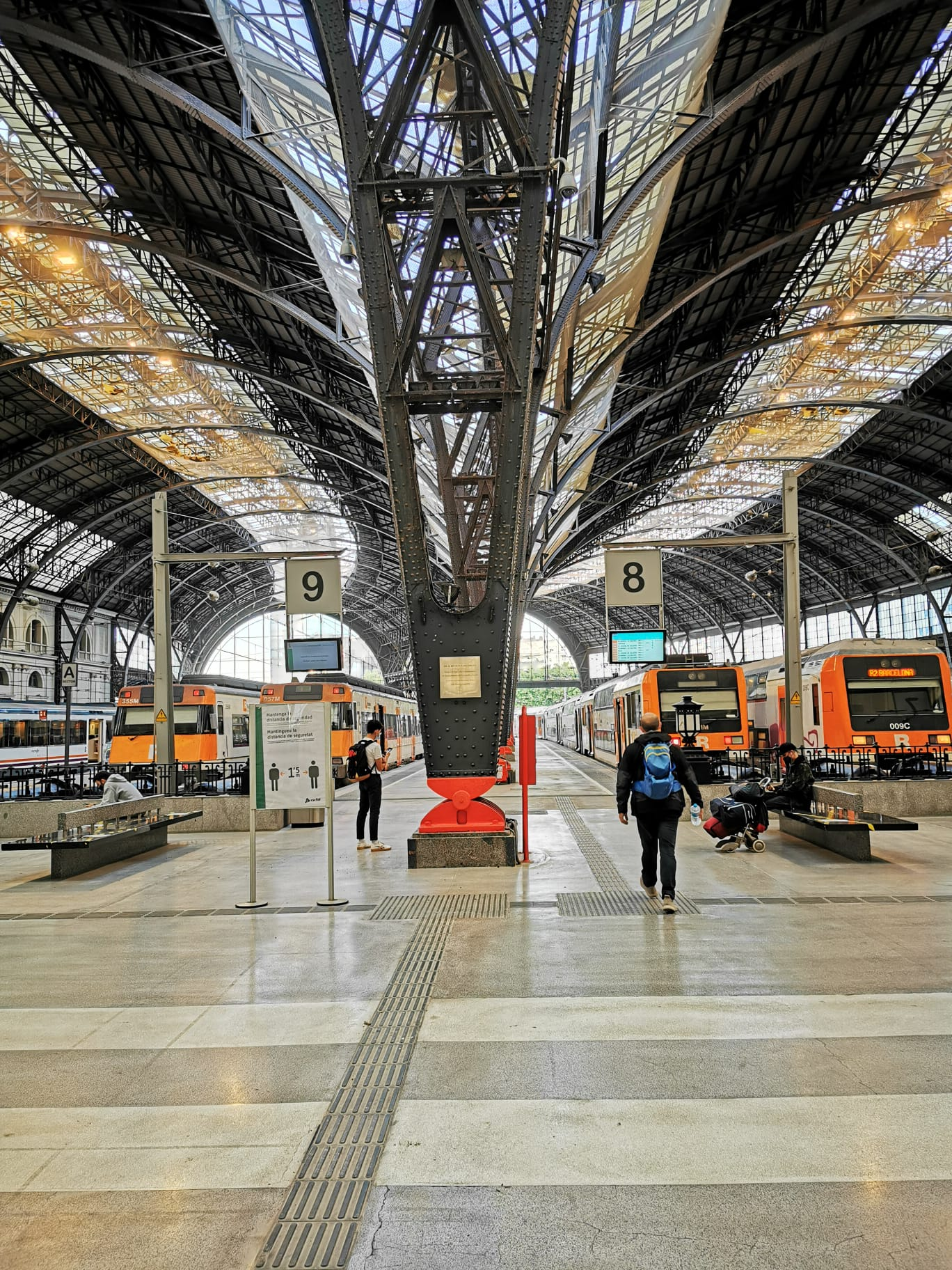
Interior actual de la estación, Vías 8 y 9

Barcelona-Estación de Francia (Barcelona-Estació de França oficialmente y en catalán), también llamada Estación de Francia o históricamente Barcelona-Término, es una estación ferroviaria situada en la ciudad española de Barcelona. En 2010, recibió algo más de 850 000 viajeros anuales (sin contar tráfico de cercanías). De ella parten la línea de cercanías R2Sud y las líneas regionales R13, R14, R15, R16 y R17 de Rodalies de Catalunya. También cuenta con servicios de largo recorrido con destino Valencia y Alicante.
Es una estación terminal de carácter monumental dotada con una gran estructura metálica de estilo modernista, construida por la Compañía de los Ferrocarriles de Madrid a Zaragoza y Alicante (MZA) sobre una estación anterior inaugurada en 1929 por el rey Alfonso XIII, y diseñada por los arquitectos Pedro Muguruza y Raimundo Durán Reynals y el ingeniero Fernando Gallego Herrera. Está catalogada como Bien Cultural de Interés Local.
Está situada en la avenida del Marqués de Argentera, en el distrito de Ciudad Vieja, cerca de La Barceloneta y del parque de la Ciudadela y no muy lejos de la Villa Olímpica de Barcelona. 

## Situación ferroviaria
La estación, que se encuentra a 4 metros de altitud, forma parte de los trazados de las siguientes líneas férreas:
- Línea férrea de ancho ibérico Madrid-Barcelona (Línea 200), trazado radial clásico vía Zaragoza, punto kilométrico 684,8.[3]
- Línea férrea de ancho ibérico entre San Vicente de Calders y Barcelona (Línea 240), por Martorell y Cornellá, punto kilométrico 106,1.[3]
- Línea férrea de ancho ibérico entre Barcelona y Cerbère (Línea 270), por el interior, punto kilométrico 0,0.[3]

- También es el kilómetro 0 del ramal que la une con Moncada-Bifurcación de la línea férrea a San Juan de las Abadesas, Puigcerdá y Latour-de-Carol.[3]

## Historia

### Antigua estación
La actual estación se levantó sobre una anterior del siglo XIX. La primitiva terminal, construida por la compañía Camino de Hierro del Norte, fue inaugurada el 22 de julio de 1854 como cabecera de la línea de Barcelona a Granollers. Esta estación se denominó Barcelona 2 (al ser la segunda construida en la ciudad, tras la de Barcelona-Mataró), aunque popularmente fue conocida como estación de Granollers y, a partir de 1878, como estación de Francia, al prolongarse la línea Barcelona-Granollers hasta la frontera.
La compañía Camino de Hierro del Norte ubicó su estación en un emplazamiento estratégico, junto al edificio de la aduana (hoy Delegación del Gobierno), muy cerca del Pla de Palau (por entonces centro neurálgico de la ciudad) y del puerto, en unos terrenos que pertenecían al glacis de la Ciudadela. Fue la única estación que se hallaba dentro de las murallas de Barcelona, lo que obligó a perforar la muralla de Mar y construir un puente para salvar el foso. La característica curvatura de la estación y sus vías fue diseñada para sortear la fortaleza militar y las vías de la línea Barcelona-Mataró.
Tras varias fusiones entre compañías ferroviarias, la estación pasó a manos de la Compañía de los Ferrocarriles de Tarragona a Barcelona y Francia (TBF), que también era propietaria de la línea Barcelona-Mataró. En 1889 TBF se unió a la Compañía de los Ferrocarriles de Madrid a Zaragoza y Alicante (MZA), funcionando durante varios años como Red Catalana de MZA. Dado que TBF era también propietaria de la línea Barcelona-Mataró, contaba con dos terminales (Barcelona 1 y Barcelona 2) separadas por apenas un centenar de metros de distancia, lo que llevó a plantear su unificación en una gran estación.

### Estación actual
En 1870 se presentó un anteproyecto para la unificación de las estaciones Barcelona 1 y Barcelona 2. El ayuntamiento de Barcelona, que había obtenido la propiedad de la Ciudadela, cedió una parte de los terrenos a cambio de la construcción de una estación monumental, proyecto aprobado por Orden Real de 25 de junio de 1871. Sin embargo, la construcción se demoró varios años y MZA la retomó con vistas a la Exposición Internacional de 1929. Para entonces, la popularmente conocida como estación de Francia (Barcelona 2) ya se había convertido en la única terminal de MZA en Barcelona para todas sus líneas de pasajeros. Por este motivo, la compañía bautizó la nueva estación, construida sobre la anterior, como Barcelona Término, aunque la denominación estación de Francia se mantuvo popularmente.
El ingeniero ferroviario Eduardo Maristany, marqués de la Argentera, fue el encargado de realizar el proyecto inicial del nuevo edificio, donde se planteaba una estructura en forma de U con doble nave que se veía condicionado por la curvatura de las vías a su llegada a la antigua estación. El diseño contemplaba doce vías con acceso a andén y dos de escape. Los pabellones laterales estaban formados por dos edificios para viajeros, uno nuevo y otro derivado de la reforma del ya existente. Ambos edificios quedarían unidos en la parte frontal, donde se situaría el acceso principal. Como cualquier otro recinto ferroviario, la estación contaría con muelles de carga, depósitos para locomotoras, puentes giratorios, cocheras, depósitos de carbón y otras dependencias al uso. Se contempló la posibilidad de añadirle una tercera nave al proyecto, pero su elevado coste descartó dicha opción. En 1924 se abrió a concurso la realización de la obra. Las empresas Maquinista Terrestre y Marítima y Sociedad Material para Ferrocarriles y Construcciones se alzaron con él. En paralelo se lanzó otro concurso para la construcción del edificio para viajeros, que ganó el arquitecto Pedro Muguruza. Aun ganador, su proyecto se consideró demasiado sobrio, por lo que se encargó a Raimundo Durán Reynals y Pelayo Martínez mejorar la decoración y ornamentación interior del recinto para adaptarlo al gusto de la burguesía de la época, lo que redundaría en la utilización de materiales como el bronce o el mármol. 
En 1926 empezaron unas obras que no concluyeron hasta el 2 de junio de 1929, fecha en la cual el rey Alfonso XIII inauguró la nueva estación. La inauguración tuvo lugar dos semanas después de la apertura de la Exposición Universal que tenía lugar ese año en Barcelona y para cuyo evento se quería tener listo el nuevo recinto, dado que el mismo suponía la puerta de entrada a la ciudad de los muchos viajeros que llegarían desde el extranjero. Además de su valor artístico, la estación contaba con importantes avances técnicos, como enclavamientos eléctricos, toperas hidráulicas (que aún se conservan) o unos corredores subterráneos para el tránsito de las mercancías.
Durante la Guerra Civil sufrió graves daños, lo que llevó a reconstrucciones posteriores generalmente parciales e insuficientes dada la envergura del recinto. 
En 1941 la nacionalización de los ferrocarriles de ancho ibérico supuso la desaparición de MZA y la creación de la Red Nacional de los Ferrocarriles Españoles (RENFE), que se hizo cargo de las instalaciones. A partir de 1970, con la inauguración de la estación de Sants, Barcelona-Término fue perdiendo su anterior importancia.
En 1988, y con la vista puesta en los grandes eventos que se iban a celebrar en España en 1992, entre los que se incluían los Juegos Olímpicos de Barcelona, se inició una larga rehabilitación del edificio que duró cuatro años y resolvió los graves problemas de deterioro que estaba sufriendo. Los trabajos de restauración fueron dirigidos por el arquitecto José Ramón Pastor González, que contó con la colaboración del escultor Antoni Rosellé y el ingeniero José Rivera. Las obras transcurrieron entre 1988 y 1992. Tras la reapertura, Barcelona-Término adoptó oficialmente la denominación popular de Barcelona-Estación de Francia.
Desde enero de 2005 el organismo Adif es el titular de las instalaciones ferroviarias.
A pesar de su monumentalidad, su condición de estación terminal con los problemas de enlace que esto supone han ido derivando el tráfico hacia otras estaciones más modernas y pasantes como Sants, que además cuentan con conexión con la alta velocidad.

## La estación
Fue una de las últimas estaciones de Europa edificadas en ese estilo y es actualmente la única estación de tren de la ciudad de Barcelona que destaca por su carácter histórico y artístico.

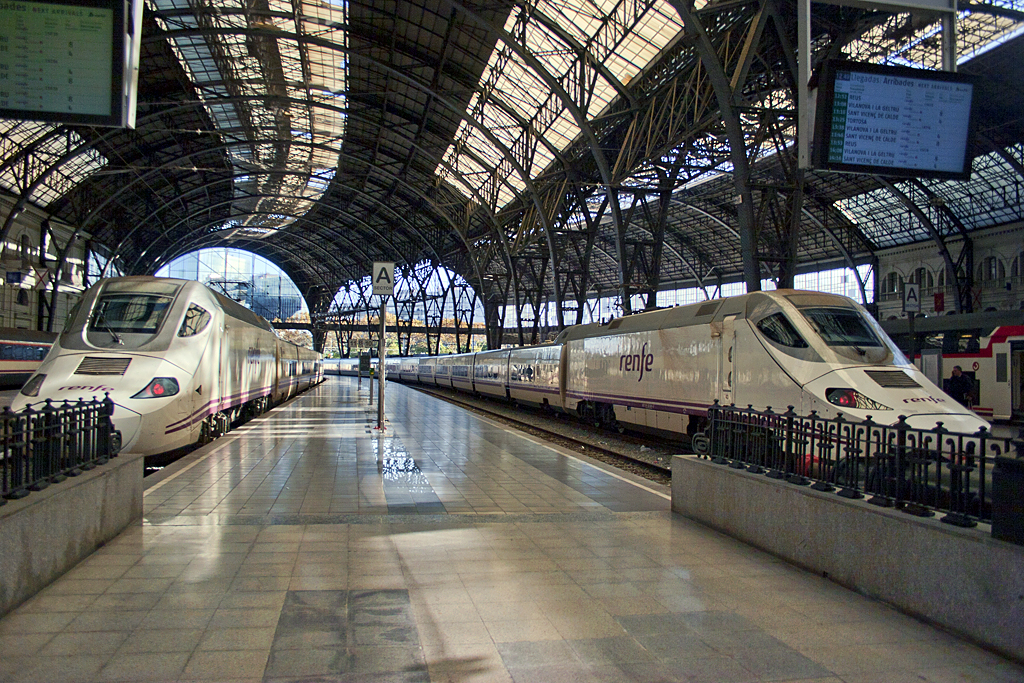
Dos trenes Alvia en los andenes de la estación en 2010.

Los edificios envuelven las vías en forma de "U" y están fabricados con materiales considerados de lujo, como mármol y bronce con vidrieras decorativas. El vestíbulo cuenta con tres cúpulas de grandes dimensiones. Las 12 vías, numeradas de la N.º 3 a la Nº14, y sus andenes situados dentro de la "U" están cubiertos por dos marquesinas metálicas de 29 m de altura y 195 m de longitud, que en parte están en curva hacia la izquierda. Completan las instalaciones de la estación 2 vías con andén en la parte exterior de la marquesina, numeradas N.º 1 y N.º 2, y diversas vías de estacionamiento. Además, a la salida de la estación, a la izquierda del túnel de la línea general, hay otro túnel para mantenimiento de trenes. La estructura metálica fue construida en la empresa Sociedad Material para Ferrocarriles y Construcciones, S.A., conocida popularmente como Can Girona.

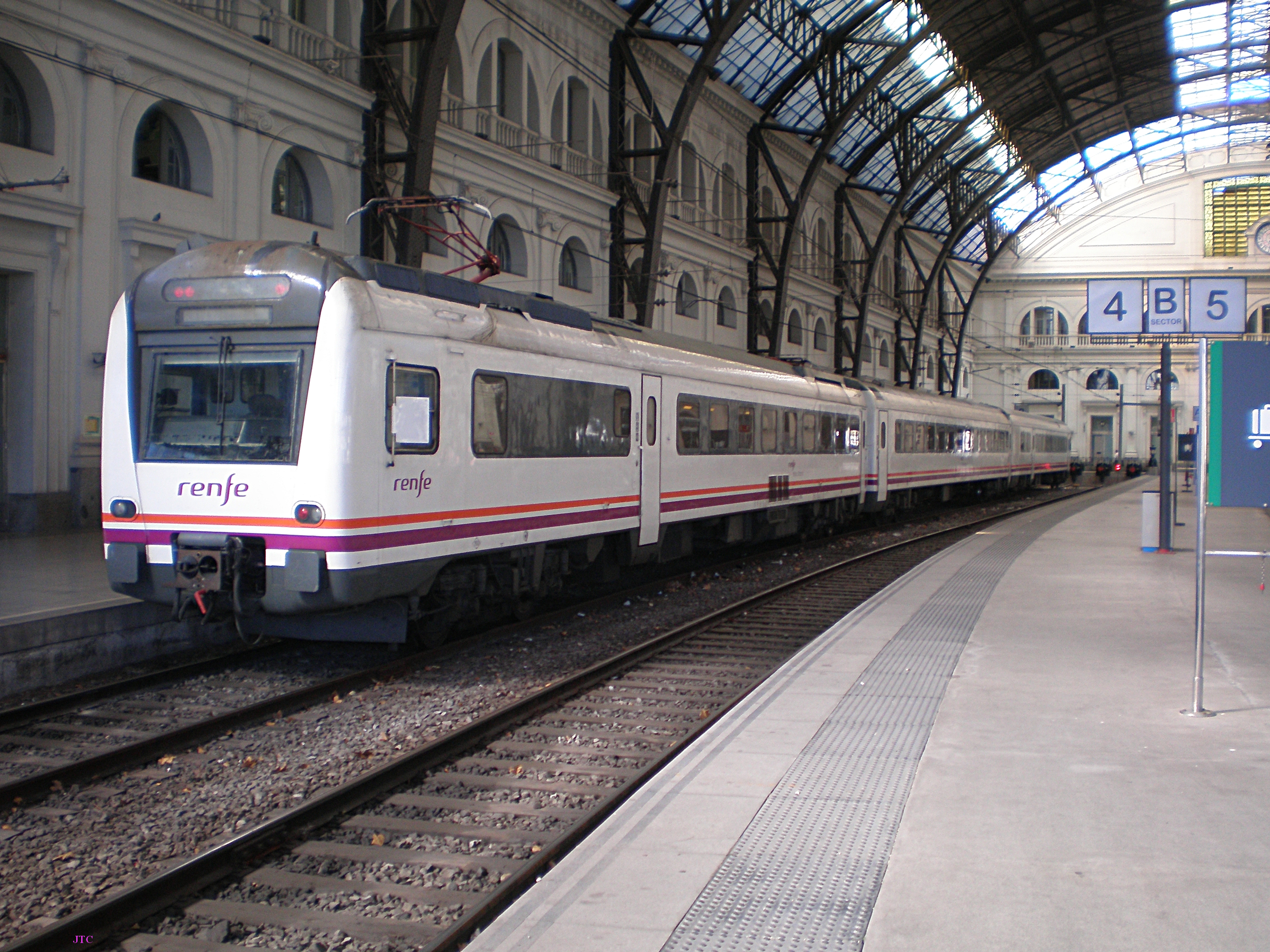
Una unidad eléctrica de la serie 448 de Renfe Operadora en la Estación de Francia de Barcelona.

Cuenta con venta de billetes, atención al cliente, punto de información y aseos. En el exterior hay un aparcamiento situado en uno de los laterales del edificio, una parada de taxi y otras de autobuses urbanos.

## Servicios ferroviarios

### Larga Distancia
Los servicios de larga distancia han sido absorbidos mayoritariamente por Sants, debido a que la estación se encuentra en "fondo de saco", en contraposición a Sants. La estación fue la cabecera de las relaciones internacionales a través de los trenes nocturnos hacia Francia, Italia y Suiza hasta su cancelación en 2013.

### Media Distancia
La estación sigue contando con un elevado tráfico de Media Distancia en la medida en que los trenes Regionales y Regional Exprés que opera Renfe que tienen a Barcelona como destino concluyen o inician sus trayectos en la estación de Francia. 

### Cercanías

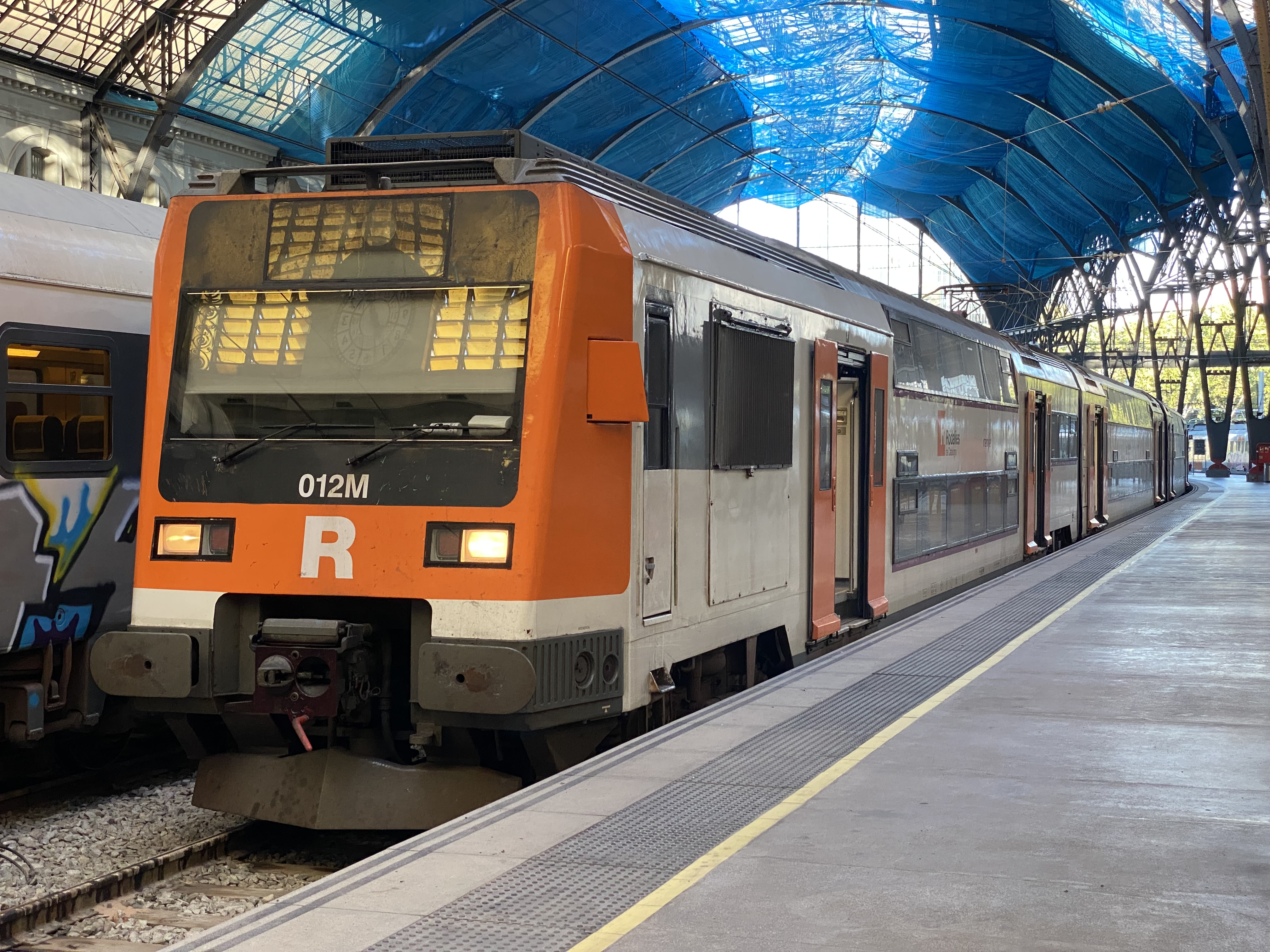
Automotor 451 estacionado.

Desde 2006 se incorporó a la red de Cercanías Renfe al crearse la línea 10. Esta nueva R10 de cercanías Barcelona llevaba desde la estación de Francia hasta el Aeropuerto de Barcelona, pasando por Sants. En febrero del 2009, la línea R2 absorbió a la R10, quedando la estación de Francia como terminal de los trenes cercanías de la línea R2 Sur que van a San Vicente de Calders/Villanueva y Geltrú.
| << cabecera                                                 | < estación      | línea | estación > | cabecera >> |
| ----------------------------------------------------------- | --------------- | ----- | ---------- | ----------- |
| Rodalies de Catalunya de Renfe                              |                 |       |            |             |
| Aeropuerto 1 Villanueva y Geltrú San Vicente de Calders     | Paseo de Gracia |       | terminal   | terminal    |
| 1. Hay un servicio matinal con origen/destino al Aeropuerto |                 |       |            |             |

## Conexiones
Las líneas H14 y V19 de la red de autobuses urbanos de Barcelona permiten acceder a la estación justo desde la misma avenida del Marqués de la Argentera y también cerca de la misma estación se encuentra el área de intercambio de bus Pla de Palau donde convergen las líneas D20, V13, V15, V19 y las convencionales 47 y 59. Justo al lado y pese no disponer de conexión directa con el Metro de Barcelona, se encuentra la estación de Barceloneta de la línea 4.